# Guillaume Cabasson
Pour les articles homonymes, voir Harang et Cabasson.
Guillaume Cabasson, pseudonyme de Guillaume-Alphonse Harang,, né à Rouen le 25 février 1814, mort à Paris 6e le 11 juin 1884, est un peintre, graveur et professeur d'art français.

## Biographie

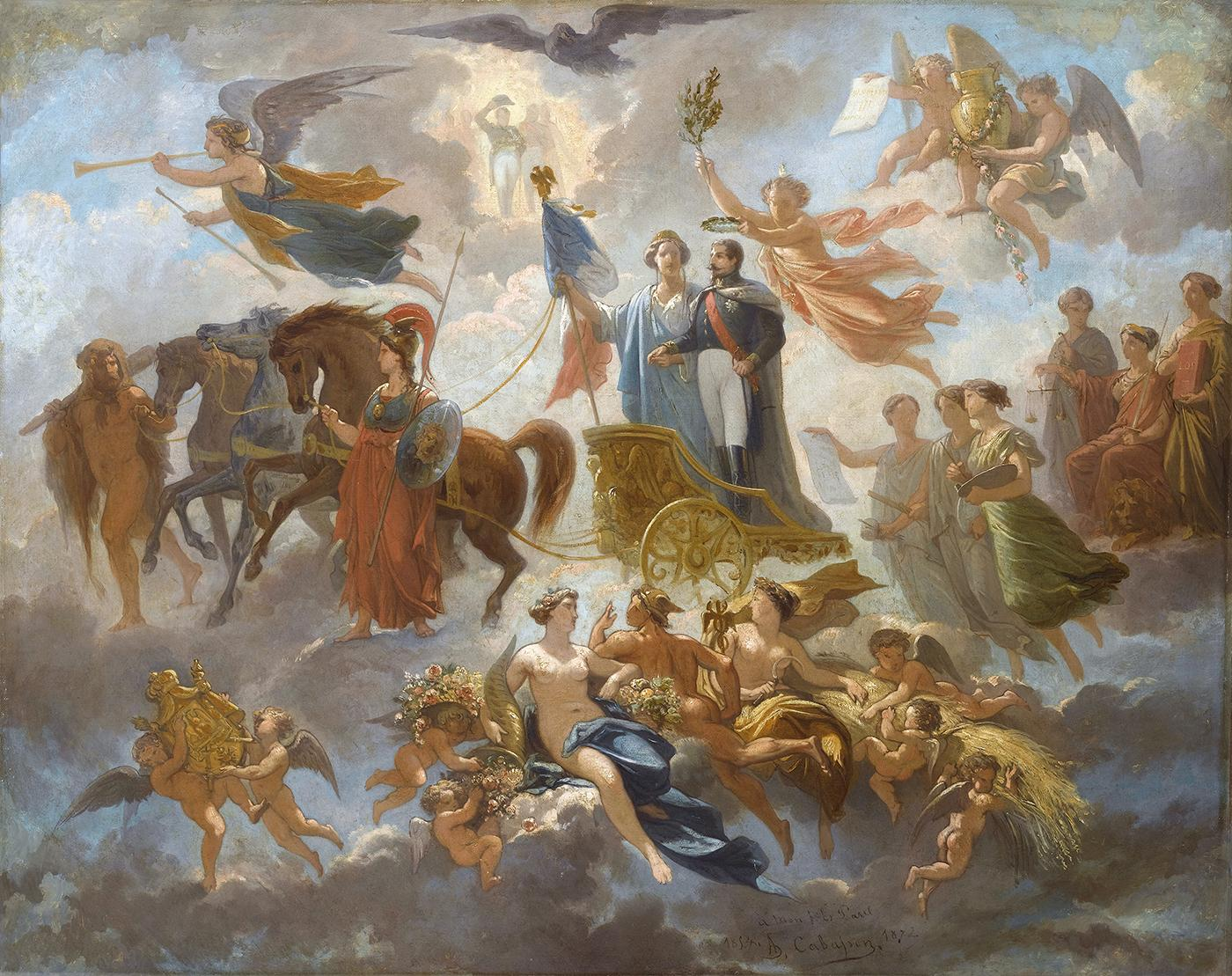
L'Apothéose de Napoléon III (1854), château de Compiègne.

Fils de Robert et d'Augustine Élisabeth Harang née Recavel, Guillaume Cabasson entre à l'académie des beaux-arts de Rouen dont il devient pensionnaire et peut ainsi venir à Paris compléter ses études.
Il peut, au sein de l'École des beaux-arts de Paris suivre les cours du sculpteur Pierre-Jean David d'Angers, mais surtout du peintre Paul Delaroche, avec lequel il étudie la peinture d'histoire. Ce dernier en fait son assistant et le charge de restaurer dans les années 1840-1843 les vitraux de certaines églises de Rouen dont celle de Saint-Patrice. C'est encore à Rouen qu'il obtient sa première distinction, une médaille d'or, pour son tableau La Captivité de Saint-Louis, lors de l'exposition des arts et des artistes normands en 1840 en cette même ville.
Delaroche, qui travailla sur les peintures de l’hémicycle de l'École des beaux-arts de Paris jusqu'en 1843, demanda à Cabasson de réaliser tous les dessins devant servir à la conception de cette fresque.
Il expose aux Salons de 1841 à 1882.
En 1878, il devient professeur à l’École des arts décoratifs de Paris et reçoit la Légion d'honneur.

## Œuvre
Cabasson exécuta de très nombreuses gravures pour le compte d'éditeurs de livres historiques illustrés. À partir de 1862, la Banque de France lui passe commande de dessins pour des billets de banque, le 50 francs bleu et le 500 francs bleu, ainsi que pour la Banque de l'Algérie.
En tant que peintre, il réalise notamment L'Apothéose de Napoléon III pour le château de Compiègne en 1854.

## Élèves
- Henri Lanos
- Gustave Maincent